# Girolamo d'Adda
Girolamo d'Adda (Milano, 19 ottobre 1815 – Milano, 10 settembre 1881) è stato un nobile, politico, letterato e scrittore italiano.

## Biografia
Nato a Milano nel 1815, Girolamo era figlio di Gioacchino d'Adda, pronipote del IV marchese d'Adda, e di sua moglie Elisabetta Pallavicino Trivulzio.
Nel 1824 il padre lo inviò a studiare nel collegio dei gesuiti di Novara da cui il giovane tentò di fuggire per ben due volte. Alla morte di suo padre e dopo breve della madre, suo tutore venne nominato il nobile Antonio De Barzi che lo fece trasferire nel 1830 al Collegio Longone presso l'Imperial Regio Liceo di Porta Nuova dove ebbe tra i propri compagni di classe anche Cesare Correnti e Giulio Carcano. Successivamente si portò all'Università degli Studi di Pavia per studiare diritto sotto la guida del prof. Natale Cotta Morandini, ma dopo due anni abbandonò l'ateneo. Nel 1835 partì per un Grand Tour in Europa nel quale ebbe l'occasione tra le altre cose di conoscere a Lubiana suo zio materno, Giorgio, il quale era appena uscito dalle carceri austriache locali.
Nel 1837 venne dichiarato maggiorenne e poté disporre delle ricche sostanze della sua famiglia, ancor più dopo la morte di sua nonna Virginia Nava che gli lasciò un patrimonio personale di 920.000 lire austriache e fu in quell'occasione che divise l'eredità dei suoi genitori con suo fratello minore Luigi, il quale ereditò sostanzialmente i beni di sua madre coi possedimenti lasciatele dai Trivulzio, sua famiglia d'origine.
Sposatosi nel frattempo con Ippolita Pallavicino, cugina di sua madre, di sentimenti apertamente antiliberali e austricanti, sebbene il rapporto tra i due non si fosse mai spezzato, Girolamo iniziò sempre più progressivamente a rifugiarsi nel suo collezionismo, dimettendosi anche dalle associazioni di cui da decenni faceva parte.
Nel 1848, nel corso delle Cinque giornate di Milano, sottoscrisse con Carlo Tenca e Cesare Cantù il cosiddetto "Saluto ai fratelli genovesi", un documento per l'esaltazione delle "piccole patrie" per inneggiare all'unità nazionale e, nel contempo, si avvicinò agli ambienti monarchici-unitari di cui la capofila, Cristina Trivulzio di Belgiojoso, risiedeva proprio a Milano, pur distaccandosene ad ogni modo poco dopo per dedicarsi ad una visione politica più tendente al liberalismo. Questo non gli impedì ad ogni modo nel 1853, dopo il tentativo fallito di attentato ai danni di Francesco Giuseppe d'Austria, di sottoscrivere un atto di vicinanza all'imperatore.
Con il raggiungimento dell'unificazione della penisola, divenne una delle personalità di spicco della società milanese nonché fervente sostenitore del neonato regno al punto che nel 1873 (in occasione del rinnovo del consiglio comunale di Milano a seguito dell'aggregazione dei Corpi Santi) venne inserito nel novero dei consiglieri cittadini. Il d'Adda, che già era stato consigliere comunale di Pregnana Milanese e di Agrate Brianza come estimato locale, si dedicò con passione al suo impegno per il capoluogo lombardo, pur mantenendo un giudizio sostanzialmente negativo nei confronti della politica del suo tempo.
Dal 1863 al 1869 fu inoltre membro del consiglio direttivo del Conservatorio di Milano, occupandosi attivamente di teatro. Nel 1873, assieme a Cesare Cantù, fu tra i fondatori della Società Storica Lombarda.
Nel 1877 divenne vicepresidente della Commissione per la conservazione dei monumenti della provincia di Milano, da cui si dimise l'anno seguente.

### La visione politica
Con l'unità nazionale, divenne un fedele servitore della corona tanto da meritarsi il cavalierato dell'Ordine dei Santi Maurizio e Lazzaro, per quanto la sua politica divenne sempre più estrema passando dapprima al conservatorismo ed infine al pessimismo totale, ritenendo sempre più che una vera unificazione sarebbe stata impossibile a livello dell'intera penisola dal momento che al suo interno sussistevano differenze invalicabili. Egli criticò anche l'eccessiva liberalità lasciata ai nuovi politici ed agli statisti i quali, in nome della libertà, avevano favorito un eccessi di libertà stessa, premesse che espresse anche con la penna come introduzione alla versione italiana di un noto saggio sull'educazione per il popolo del francese François-Auguste Mignet.
Antindustrialista convinto, legato ad una concezione statica dei rapporti fra i vari ceti della società, trovandosi di fronte ad un mondo che egli criticava sempre più per il suo materialismo ed ateismo, realizzò una premessa per una biografia di Benjamin Franklin nella quale riassunse tutti questi dubbi, lodando come uno degli uomini più noti degli Stati Uniti, pur da filosofo, non avesse mai rinnegato il proprio spirito religioso e, pur da repubblicano, non si fosse mai dimenticato di tenere una certa moderazione nel definire le proprie posizioni.
Girolamo d'Adda era ad ogni modo tra coloro che ritenevano che il processo di "educazione" dei nuovi italiani non fosse impossibile, ma richiedesse davvero moltissimo tempo e pertanto non si potevano bruciare le tappe come molti a suo parere stavano facendo, soprattutto in ambito politico, rischiando di sollevare le masse contro la classe politica corrotta e complice di questa corsa verso il baratro. Il suo pessimismo si concretizzò al fine quando ne concluse di non vedere alcuna forza, né sociale né politica, in grado di arginare questo proseguire delle cose dal momento che anche il terzo stato si era autodelegittimato con atti di "feroce egoismo". Di conseguenza, diceva il d'Adda, la decadenza della società era naturale che si riflettesse anche nelle arti e nelle lettere e per questo egli preferì stampare molte delle proprie opere per il pubblico straniero, soprattutto quello francese, che sin dalla sua corrispondenza col Bulletin de bibliophile et du bibliothécaire (1859) aveva avuto modo di esaltare le profonde differenze che in Italia albergavano anche in campo letterario, sottolineando ancor di più l'abisso culturale che si apriva tra l'"Alta Italia" e lo Stato Pontificio col Regno delle due Sicilie.

### La rivalutazione della "cultura milanese"
Il d'Adda, più per passione personale che per collegamenti col proprio pensiero politico, fu sicuramente uno dei personaggi chiave che nella metà dell'Ottocento operarono per rivalutare profondamente l'importanza della cultura della Milano ducale viscontea e soprattutto sforzesca come polo culturale fondamentale nell'ambito rinascimentale italiano, paragonabile sicuramente a quello fiorentino già tardomedievale. Egli fu tra i primi a rivalutare il governo di Ludovico il Moro come l'ultimo momento di grande splendore della Milano indipendente, non solo come capitale di un ducato, ma capofila di una raffinata cultura locale che certamente traeva le medesime radici dalla cultura rinascimentale toscana, ma che nel contempo aveva saputo distinguersi da essa.
Oltre ai prodotti della letteratura, che riguardavano prettamente il mondo "istruito" della Milano viscontea e sforzesca, il d'Adda si dedicò attentamente all'analisi dei prodotti artigianali dell'epoca, alla loro commercializzazione ed alla loro diffusione in Europa e presso altri mercati, alle lavorazioni dei prodotti come pure alle eccellenze della produzione milanese.

### Girolamo d'Adda, artista e bibliofilo
Nella sua vita privata fu pittore, esponendo diverse volte all'Accademia di Brera, divenendo anche collezionista (in particolare di stampe ed incisioni), tanto da venire nominato membro nel 1821 della Società di incoraggiamento delle scienze e delle arti di Milano. Si dedicò anche al collezionismo di libri e documenti antichi nella propria preziosa biblioteca, oltre a codici miniati, incunaboli, rare prime edizioni e rilegature di pregio, in particolare del Rinascimento (confluiti una ventina d'anni dopo la sua morte nella collezione del pittore e collezionista inglese Charles Fairfax Murray).
Uno dei suoi maggiori meriti (che gli valse riconoscimenti anche a livello internazionale) fu la pubblicazione per la prima volta nel 1866 della lettera in lingua spagnola scritta da Cristoforo Colombo ed indirizzata a Luis de Santangel (15 febbraio-14 marzo 1493), da lui riprodotta in facsimile dall'unico esemplare a stampa sino ad oggi conosciuto e conservato presso la Biblioteca Ambrosiana. Nel 1878 concluse la sua opera pubblicando un breve scritto sui ritratti di Cristoforo Colombo conosciuti su La Perseveranza. Dedicò anche alcune pagine alla figura di Leonardo da Vinci che pubblicò nella Gazette des beauxarts. che perfezionò alcuni anni dopo con la pubblicazione di "Note di un bibliofilo" nelle quali riportava un suo personale e lungo lavoro di decifrazione di alcune annotazioni del Codice Atlantico.
Per il suo impegno storiografico divenne dal 1879 socio corrispondente dell’Institut de France nonché membro dell'Istituto lombardo di scienze e lettere.
Morì a Milano nel 1881.

## Matrimonio e figli
Girolamo sposò il 4 maggio 1837 la nobildonna Ippolita Pallavicino Clavello (1817-1895), figlia del marchese Muzio Pallavicino Clavello, patrizio veneto, e di sua moglie la marchesa Fulvia Maggi. Da questo matrimonio nacque un solo figlio:
- Gioacchino (1842-1913), sposò Maria Busca Arconati Visconti

## Albero genealogico
|                                   |                                       |                                   | Genitori                                           |  |  | Nonni |  |  | Bisnonni                             |  |  | Trisnonni                         |  |
|                                   |                                       |                                   |                                                    |  |  |       |  |  | Giuseppe d'Adda, III marchese d'Adda |  |  | Ercole d'Adda, II marchese d'Adda |  |
|                                   |                                       |                                   |                                                    |  |  |       |  |  | Giuseppe d'Adda, III marchese d'Adda |  |  | Ercole d'Adda, II marchese d'Adda |  |
|                                   |                                       | Orsola Alippia                    |                                                    |  |  |       |  |  | Giuseppe d'Adda, III marchese d'Adda |  |  |                                   |  |
| Girolamo d'Adda                   |                                       |                                   |                                                    |  |  |       |  |  | Giuseppe d'Adda, III marchese d'Adda |  |  |                                   |  |
|                                   |                                       | Livia d'Adda                      | Girolamo Maria d'Adda                              |  |  |       |  |  |                                      |  |  |                                   |  |
|                                   |                                       | Livia d'Adda                      | Girolamo Maria d'Adda                              |  |  |       |  |  |                                      |  |  |                                   |  |
|                                   |                                       | Livia d'Adda                      | Cecilia Cattaneo                                   |  |  |       |  |  |                                      |  |  |                                   |  |
| Gioacchino d'Adda                 |                                       | Livia d'Adda                      |                                                    |  |  |       |  |  |                                      |  |  |                                   |  |
|                                   |                                       | Ambrogio Nava                     | Tommaso Nava                                       |  |  |       |  |  |                                      |  |  |                                   |  |
|                                   |                                       | Ambrogio Nava                     | Tommaso Nava                                       |  |  |       |  |  |                                      |  |  |                                   |  |
|                                   |                                       | Ambrogio Nava                     | Virginia Colomba Casati                            |  |  |       |  |  |                                      |  |  |                                   |  |
| Virginia Nava                     |                                       | Ambrogio Nava                     |                                                    |  |  |       |  |  |                                      |  |  |                                   |  |
|                                   |                                       | Maria Caterina Piantanida         | Giovanni Battista Piantanida, marchese di Cuggiono |  |  |       |  |  |                                      |  |  |                                   |  |
|                                   |                                       | Maria Caterina Piantanida         | Giovanni Battista Piantanida, marchese di Cuggiono |  |  |       |  |  |                                      |  |  |                                   |  |
|                                   |                                       | Maria Caterina Piantanida         | Maria Teresa Cicogna Mozzoni                       |  |  |       |  |  |                                      |  |  |                                   |  |
| Girolamo d'Adda                   |                                       | Maria Caterina Piantanida         |                                                    |  |  |       |  |  |                                      |  |  |                                   |  |
|                                   | Giorgio Gaetano Pallavicino Trivulzio | Pio Giorgio Pallavicino Trivulzio |                                                    |  |  |       |  |  |                                      |  |  |                                   |  |
|                                   | Giorgio Gaetano Pallavicino Trivulzio | Pio Giorgio Pallavicino Trivulzio |                                                    |  |  |       |  |  |                                      |  |  |                                   |  |
|                                   | Giorgio Gaetano Pallavicino Trivulzio | Margherita Borromeo Arese         |                                                    |  |  |       |  |  |                                      |  |  |                                   |  |
| Giorgio Pio Pallavicino Trivulzio | Giorgio Gaetano Pallavicino Trivulzio |                                   |                                                    |  |  |       |  |  |                                      |  |  |                                   |  |
|                                   |                                       | Anna Maria Dati della Somaglia    | Antonio Dati della Somaglia, conte della Somaglia  |  |  |       |  |  |                                      |  |  |                                   |  |
|                                   |                                       | Anna Maria Dati della Somaglia    | Antonio Dati della Somaglia, conte della Somaglia  |  |  |       |  |  |                                      |  |  |                                   |  |
|                                   |                                       | Anna Maria Dati della Somaglia    | Camilla Visconti                                   |  |  |       |  |  |                                      |  |  |                                   |  |
| Elisabetta Pallavicino Trivulzio  |                                       | Anna Maria Dati della Somaglia    |                                                    |  |  |       |  |  |                                      |  |  |                                   |  |
|                                   |                                       | Antonio Besozzi, conte di Cormano | …                                                  |  |  |       |  |  |                                      |  |  |                                   |  |
|                                   |                                       | Antonio Besozzi, conte di Cormano | …                                                  |  |  |       |  |  |                                      |  |  |                                   |  |
|                                   |                                       | Antonio Besozzi, conte di Cormano | …                                                  |  |  |       |  |  |                                      |  |  |                                   |  |
| Anna Besozzi                      |                                       | Antonio Besozzi, conte di Cormano |                                                    |  |  |       |  |  |                                      |  |  |                                   |  |
|                                   |                                       | Elena Castiglioni                 | Girolamo Castiglioni, marchese di Castiglione      |  |  |       |  |  |                                      |  |  |                                   |  |
|                                   |                                       | Elena Castiglioni                 | Girolamo Castiglioni, marchese di Castiglione      |  |  |       |  |  |                                      |  |  |                                   |  |
|                                   |                                       | Elena Castiglioni                 | Isabella Stampa                                    |  |  |       |  |  |                                      |  |  |                                   |  |
|                                   |                                       | Elena Castiglioni                 |                                                    |  |  |       |  |  |                                      |  |  |                                   |  |